# غار ویله‌نیتسا

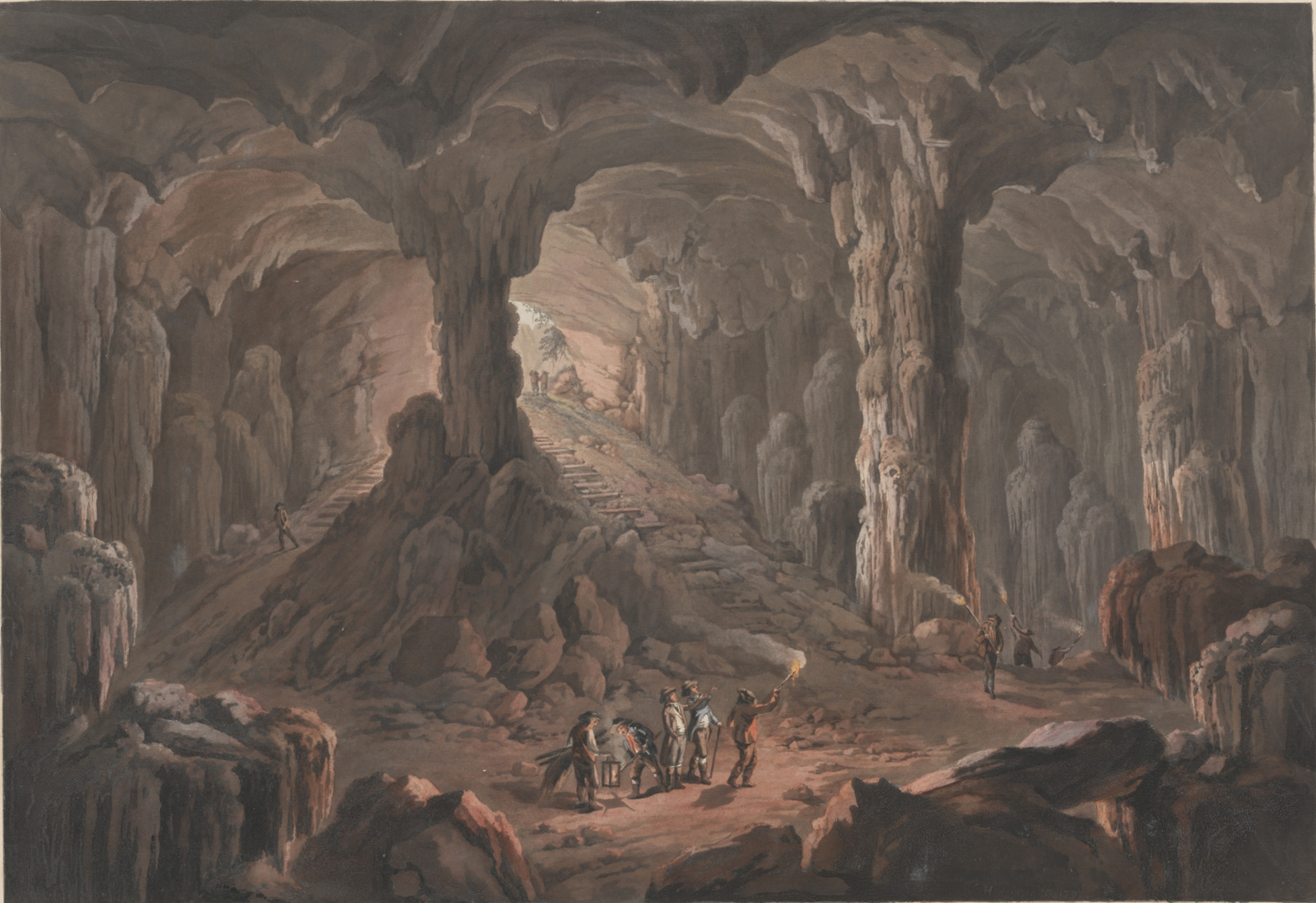
تصویری از غار ویله‌نیتسا، نقاشی شده توسط هنرمند اتریشی فردیناند رونک (۱۸۱۰)

غار ویله‌نیتسا (اسلوونیایی: Jama Vilenica pri Lokvi) یا غار ویله‌نیتسا در لوکو قدیمی‌ترین غار قابل بازدید در اروپاست. اولین گردشگرانی که از این غار بازدید کردند به سال ۱۶۳۳ میلادی بازمی‌گردند. این غار در نزدیکی روستای لوکو در منطقهٔ سژانا در «فلات کارست» واقع است.
این غار ۱۳۰۰ متر طول و ۱۸۰ متر عمق دارد، اما گردشگران می‌توانند تنها ۴۵۰ متر نخست آن را بازدید کنند.